# Chaptalisation
Als das Chaptalisieren oder die Chaptalisation (von Französisch la chaptalisation) bezeichnet man eine nach dem französischen Chemiker Jean-Antoine Chaptal (1756–1832) benannte kellertechnische Maßnahme zur Erhöhung des endgültigen Alkoholgehalts von Wein durch Zugabe von Zucker zum Traubensaft oder Most vor bzw. während der Gärung.
Diese auch als Trockenzuckerung bekannte Maßnahme diente ursprünglich dazu, die Qualität schwacher Jahrgänge anzuheben, um damit das wirtschaftliche Überleben der betroffenen Winzer zu garantieren. Angewandt werden kann es von allen europäischen Weinbaugebieten, es gibt von der EU festgelegte zulässige Maximalmengen, die abhängig von der Lage des Weinbaugebietes sind. Maximal dürfen zwischen zwei und vier Volumenprozent Alkohol durch Chaptalisieren gewonnen werden – in Abhängigkeit von der Weinbauzone der EU, in der das Weinbaugebiet liegt.
Allerdings reglementiert das nationale Weinbaurecht einiger Mitgliedsstaaten das Chaptalisieren strenger, als die EU es tut. In Deutschland dürfen nur Weine bis zur Stufe „Qualitätswein“ dieser Maßnahme unterzogen werden, bei Prädikatsweinen, also zum Beispiel Kabinett oder Spätlese, ist das Chaptalisieren nicht erlaubt.
In den Weinbauländern außerhalb Europas ist das Chaptalisieren meist nicht erlaubt (dort ist im Schnitt meist mehr Sonneneinstrahlung vorhanden), jedoch ist dort vor allem die Azidifikation erlaubt und verbreitet. Die Azidifikation ist eine Methode, um dem Wein mehr Säure zu geben.
Entwickelt wurde das Chaptalisieren, um Jahrgangsschwankungen auszugleichen, und im 19. Jahrhundert sprachen die Winzer gerne von der „Sonne aus dem Sack“. In Deutschland wurde um die Mitte des 19. Jahrhunderts durch den Trierer Chemiker Ludwig Gall unter der Bezeichnung Naßzuckerung ein anderes Verfahren eingeführt, nachdem in den Weinbaugebieten an der Mosel viele Winzer infolge mehrerer schlechter Ernten hintereinander den Weinbau aufgeben mussten. Bei diesem Verfahren wurde dem Wein der Zucker in Wasser gelöst zugegeben, um mit diesem Behandlungsschritt auch die Säure zu verdünnen. In Rheinland-Pfalz war dieses Verfahren noch bis zum 30. Juni 1979 erlaubt.
Das Zusetzen von Zucker, Traubenmost, Traubenkonzentrat oder rektifiziertem Traubenmostkonzentrat (RTK) wird mit dem Sammelbegriff Anreicherung oder Verbesserung bezeichnet.
Alle deutschen Anbaugebiete, mit Ausnahme Badens, sind Teil der Europäischen Weinbauzone A und dürfen um max. 24 Gramm Alkohol (entspricht ca. 60 g Zucker) pro Liter Most anreichern. Das Weinanbaugebiet Baden liegt in Weinbauzone B. Dort darf nur um max. 16 Gramm Alkohol pro Liter Most angereichert werden.